# Ватинський Йоган
Ватинський Йо́ган (рос. Ватинский Ёган) — річка у Росії, права притока Обі, тече у Ханти-Мансійському автономному окрузі.

## Фізіографія
Ватінський Єган бере початок на висоті 12 м над рівнем моря на південному схилі Аганського Увалу — невисокого вододільного підвищення між басейнами річок Аган і Колікйоган. Від витоку тече на південь, але невдовзі повертає на південний захід. Річка тече на півночі Західно-Сибірської низовини по заболочені тайговій місцевості по дуже звивистому руслу з безліччю меандрів і стариць. В низов'ях повертає на захід і північний захід і приблизно 70 км тече удовж основного русла Обі на відстані 5–15 км від нього. Ватінський Єган впадає в Об приблизно за 15 км на південь від міста Лангепас. Перед самим гирлом від нього відгалужуються протоки (Лангепас, Івашкінська), які, розгалужуючись і сходячись, слідують удовж основного русла Обі далеко на захід аж до впадіння Тромйогану.
У гирлі Ватинський Йоган має близько 100 м завширшки і глибину до 2 м; швидкість течії 0,4 м/с.
Єдина значна притока Ватинського Йогану — Киртип'ях — впадає в нього справа у низов'ях.
Живлення мішане з переважанням снігового.

## Інфраструктура
Річка несудноплавна.
Єдине постійне поселення на Ватінському Єгані — розташоване у низов'ях смт Високий (8600 жителів) — адміністративно підпорядковане місту окружного підпорядкування Мегіон. Решта річки та її басейну знаходиться на території Нижньовартовського району Ханти-Мансійського автономного округу.
На заході від Високого річку перетинає залізничний міст на лінії Сургут — Нижньовартовськ (відгалуження залізниці Тюмень — Сургут — Новий Уренгой), яка після цього на значному протязі проходить удовж річки по її лівому берегу.
У межиріччі Ватинського Йогана і Ваху розташоване Самотлорське родовище нафти, найбільше у Росії.